# Kartodiagram

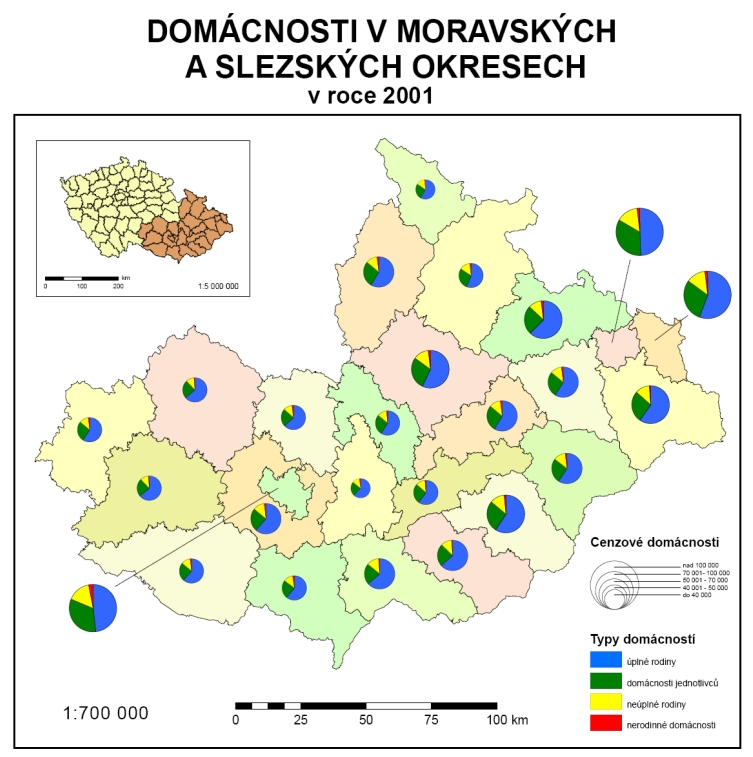
Kartodiagram vyjadřující typy domácností na Moravě v roce 2001.

Kartodiagram (někdy též diagramová mapa) je grafické znázornění statistických dat buď metodou bodovou, čárovou a nebo plošnou používané v geografii a kartografii. Kromě diagramových znaků mohou být v mapě znázorněny také prvky topografického obsahu (vodní síť, administrativní hranice). Kartodiagram vyjadřuje absolutní hodnoty jevu. Lze jej kombinovat s kartogramem, který vyjadřuje naopak hodnoty relativní.

## Druhy kartodiagramů
Kartodiagram se využívá pro znázornění mnoha jevů. Obecně rozlišujeme tyto druhy - bodové, liniové a plošné.

### Bodový kartodiagram
Bývá označován též jako bodově lokalizovaný kartodiagram a vyjadřuje data pomocí bodů (dvojrozměrných obrazců) vztažených k dané lokalitě. Často znázorňuje jevy pozorované v určitém místě - stanici, městě.
Bodová diagramy mohou být děleny na
- Jednoduché - jev je znázorněn jedním bodem. Sem patří i diagram sloupcový, kde data jsou vyjádřena výškou sloupce.
- Složené - znázorňují více jevů pomocí několika diagramů.
- Součtové - umožňují znázornit vnitřní strukturu jevu. Velikost diagramu je rovna celkové hodnotě, jednotlivé složky pak zaujímají dané podíly.
- Strukturní - hojně používaný diagram. Umožňuje také zobrazit vnitřní členění jevu. Plocha diagramu zde odpovídá sto procentům jevu a je rozdělena na jednotlivé složky. (Např. sledovanost programů televize)
- Výsečové - současně zobrazují dva jevy, které jsou na sobě nezávislé pomocí jednoho bodového diagramu. Jeden jev odpovídá velikosti středového úhlu, druhý poloměru výseče.
- Dynamické - zobrazují změnu veličiny v čase. (Např. diagram průběhu teplot v roce).
- Směrové - ukazují intenzitu jevu v závislosti na jeho směru. (Např. četnost směrů větru).
- Typogramy - znázorňuje jevy s více parametry. Mám tvar n-úhelníku (tři až dvanáct os), přičemž součet os je vždy sto procent hodnoty jevu.

### Liniový kartodiagram
Bývá označován též jako bodově lokalizovaný, stuhový (pendlogram), proužkový nebo páskový kartodiagram.
Používají se pro vyjádření kvality či kvantity (průtok, objem dopravy,...), zejména u jevů, jejichž podstatou je pohyb. Liniové diagramy mohou být vnitřně strukturované. Rozdělujeme je na
- Jednoduché liniové - vyjadřují jeden jev.
- Složené liniové - znázorňují více jevů pomocí několika diagramů.
- Součtové liniové - umožňují znázornit vnitřní strukturu jevu. Celková šířka jevu je celkovou hodnotou.
- Strukturní liniové - celá šířka je rovna 100 % daného jevu a je rozdělena na jednotlivé složky.
- Izochronní liniové - podobný jednoduchému, avšak délka linií je rozčleněna na úseky odpovídající stejným časovým intervalům (viz izochrona).

### Plošný kartodiagram
Od bodových se liší tím, že jsou vztaženy k určité části zemského povrchu (např. světadílu, státu).

## Označení v angličtině
Označení používané v anglické literatuře: proportional symbol, graduated symbol, pie chart.

## Ukázky kartodiagramů

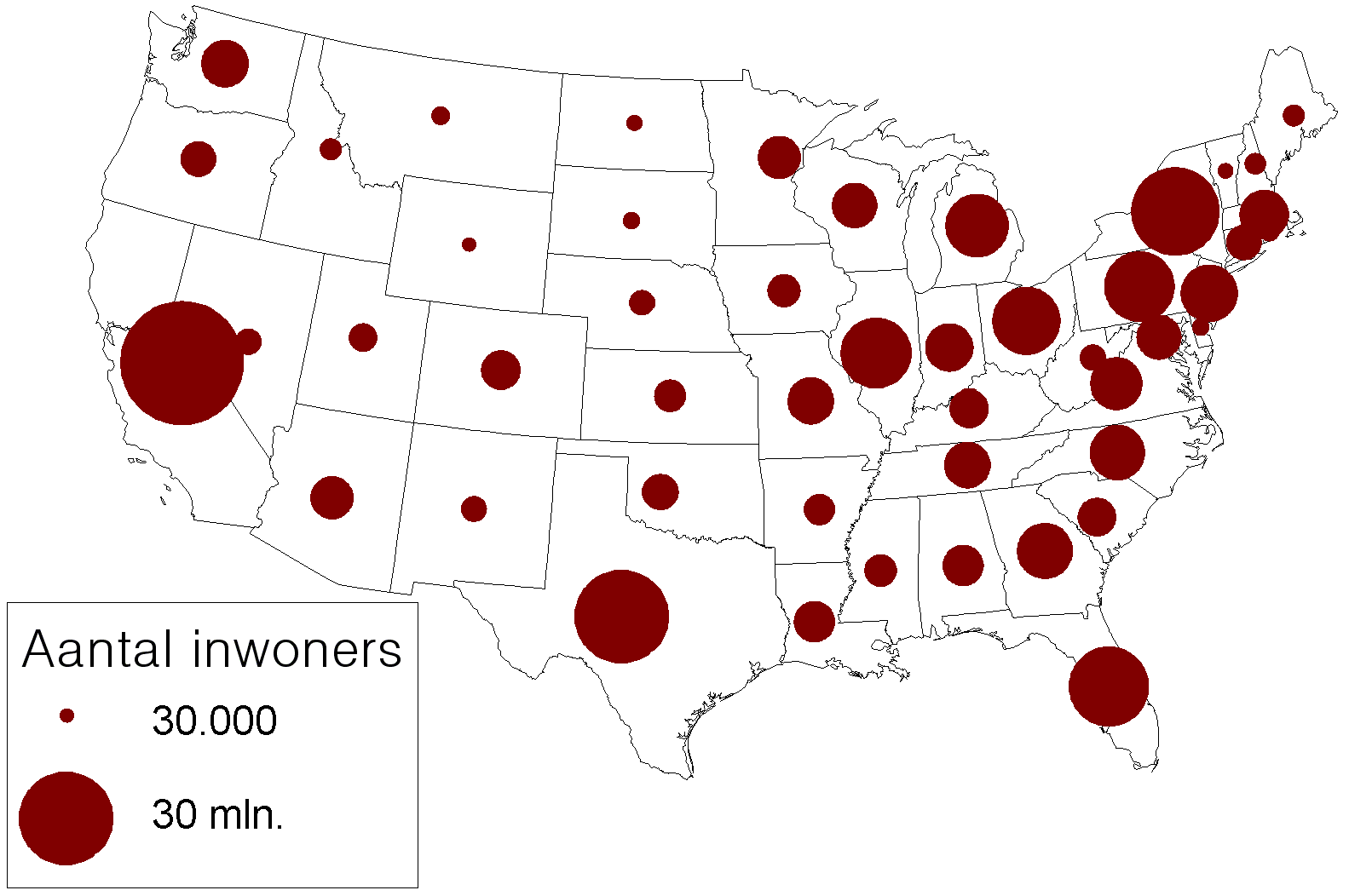
Bodový jednoduchý kartodiagram
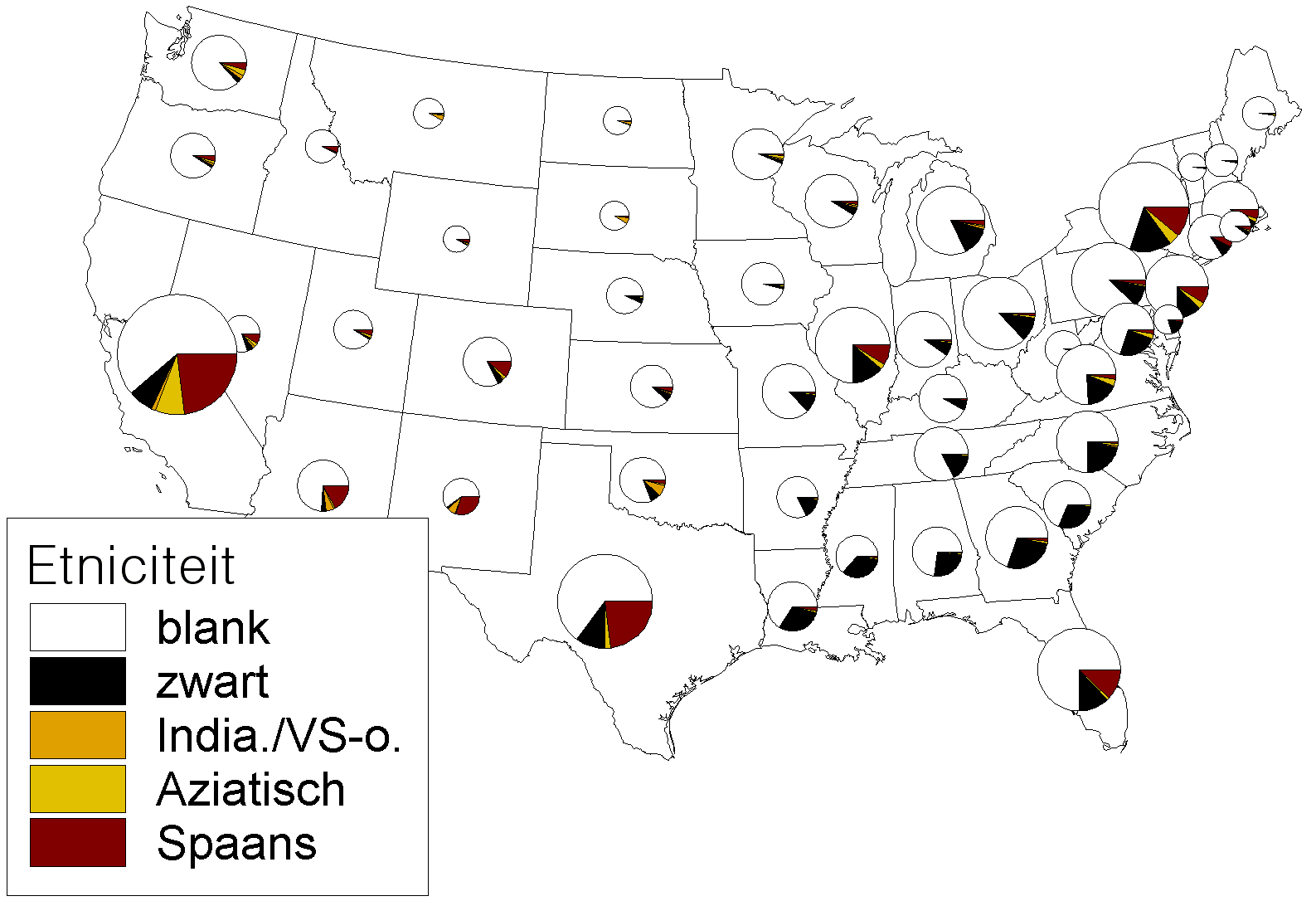
Bodový strukturní kartodiagram
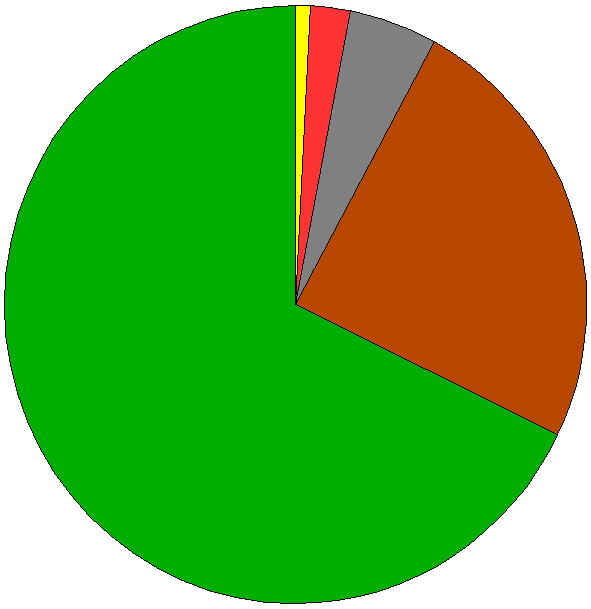
Bodový strukturní kartodiagram
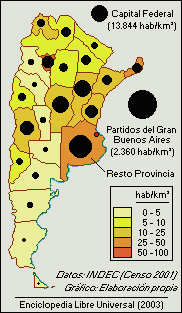
Bodový jednoduchý kartodiagram
Jednoduchý 3D bodový (v kartografii by se neměly 3D diagramy používat)